# US Open Polo Championship

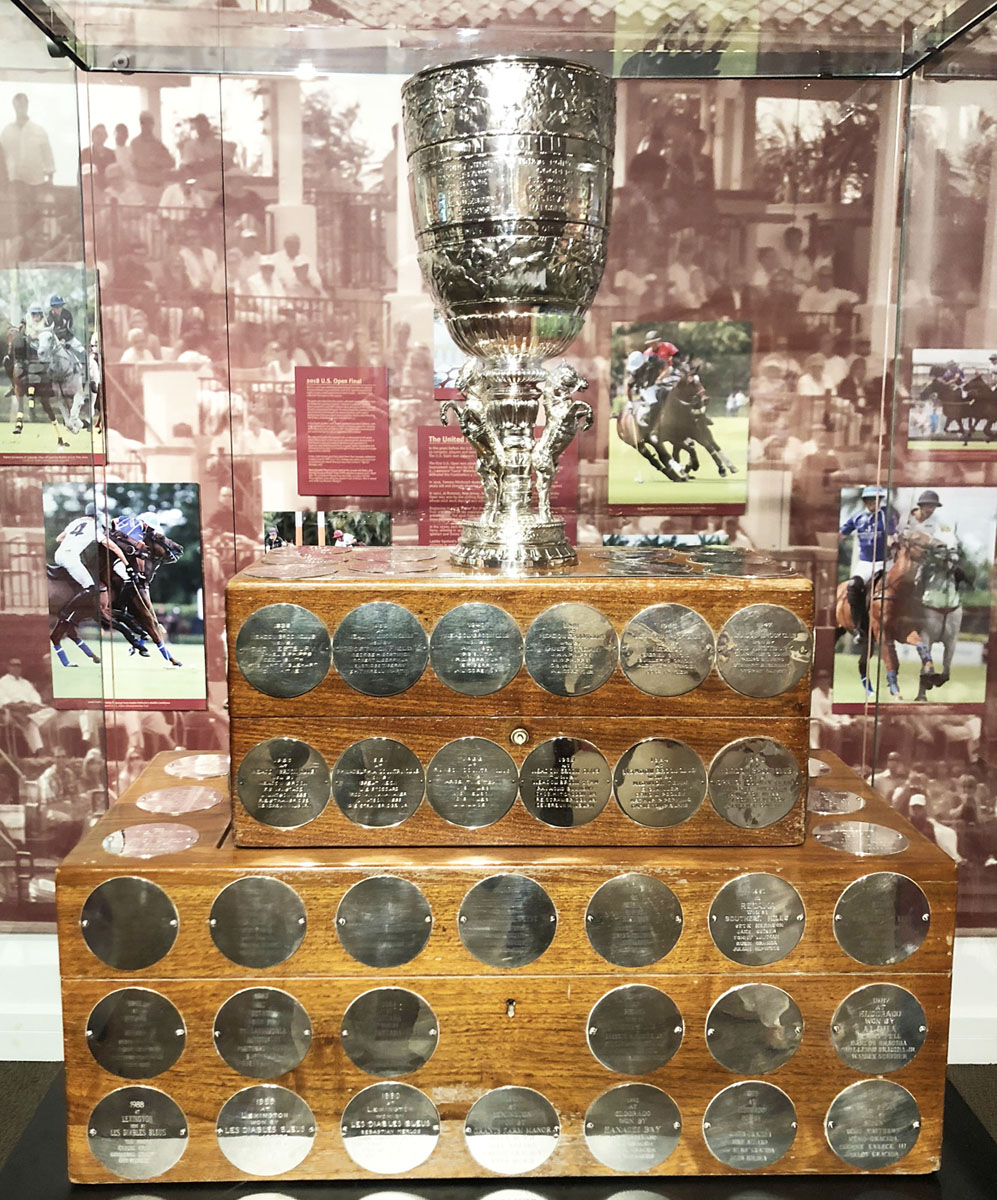
Pokal der US Open Polo Championship

Die US Open Polo Championship ist ein Polo-Turnier in den Vereinigten Staaten, das seit 1904 von der United States Polo Association (USPA) organisiert wird.

## Geschichte
Das Turnier wurde erstmals am 20. September 1904 im Van Cortlandt Park in der Bronx in New York City ausgetragen. Es nahmen nur zwei Teams teil. In diesem ersten Spiel besiegten die Wanderers die Meadowbrook Freebooters vom Meadowbrook Polo Club aus New York.
Nach den ersten US Open Polo Championship im Jahr 1904 wurde das Turnier erst 1910 wieder am Narragansett Pier in Rhode Island ausgetragen, als sechs Mannschaften teilnahmen. Der ewige Pokal der US Open Polo Championship von der Künstlerin Sally James Farnham entworfen und erstmals 1910 von Joseph B. Thomas überreicht. Die Schale zeigt Reliefs von Pferden und Reitern, während sich aus dem Fuß vollplastisch aufbäumende Pferde erheben und den Schaft des Pokals zieren. Der Pokal wurde 2002 gestohlen, wenige Wochen später wiedergefunden und befindet sich im National Museum of Polo and Hall of Fame, Lake Worth Beach, Vereinigte Staaten, Florida. Das Turnier wurde mehrere Jahre am Narragansett Pier in Rhode Island durchgeführt, bevor es zum Meadowbrook Polo Club in Old Westbury, New York, verlegt wurde.
1954 zogen die US Open Polo Championship nach Oak Brook, Illinois, wo sie 22 Jahre lang stattfanden. Anschließend wurden sie acht Jahre lang in Retama in San Antonio, Texas, ausgetragen. In den späten 1980er und 1990er Jahren fand das Turnier in mehreren Clubs in den Vereinigten Staaten statt, darunter Eldorado, Lexington, Palm Beach und Royal Palm. Nicolas Roldan gelang es 1998, als er 15 Jahre alt war, bei den US Open Polo Championship zu gewinnen und ist seither der jüngste Spieler, dem hier ein Sieg gelang.
Im Jahr 2004, anlässlich des 100-jährigen Bestehens des Turniers, zog die US Open Polo Championship in den International Polo Club Palm Beach (IPC), in Wellington (Florida), um dort das 2004 eröffnete Hauptstadion zu nutzen. Der IPR heißt seit 2022 National Polo Center (NPC). 2009 war der Klub auch Austragungsort für den Westchester Cup. Dort ist sie seitdem ansässig.
2009 starben bei den US Open Polo Championship 21 Pferde der Polo-Mannschaft aus Venezuela. Als Ursache wurde eine Vergiftung durch das Futter vermutet. Der Wert der gestorbenen Pferde wurde auf 2,1 Millionen Dollar geschätzt.
Bei der US Open Polo Championship hat im Gegensatz zu den Offenen Argentinischen Polo-Meisterschaft noch nie ein Team mit einem Handicap von 40. Ursprünglich gab es für die U.S. Open keine Limits für die Team-Handicaps, doch in der Nachkriegszeit wurden schließlich doch Limits eingeführt, wodurch das Turnier im engeren Sinn ist nicht mehr offen ist. Seit dem Krieg lag das Limit für das Team-Handicap meist bei 26. Seit 2019 liegt es bei 22, um mehr Teams die Teilnahme an dem Turnier zu ermöglichen.
2023 war der Titel mit $100,000 Preisgeld dotiert.